# District de Newry, Mourne and Down
Le district de Newry, Mourne and Down (en anglais : Newry, Mourne and Down District ; en irlandais : Iúr Cinn Trá, Múrna agus An Dún ; en scots : Newrie, Morne an Doon) est un district de gouvernement local d’Irlande-du-Nord.
Créé en avril 2015, il succède aux districts de Newry and Mourne et de Down.

## Géographie

### Situation administrative
Le district est situé dans les comtés d’Armagh et de Down.

### Territoires limitrophes
| Borough d’Armagh City, Banbridge and Craigavon | Cité de Lisburn and Castlereagh    | Borough d’Ards and North Down Strangford Lough |
| République d’Irlande                           | district de Newry, Mourne and Down | Mer d’Irlande                                  |
| République d’Irlande                           | Mer d’Irlande                      | Mer d’Irlande                                  |

## Histoire
Un district de gouvernement local (local government district en anglais) regroupant ceux de Newry and Mourne et de Down est proposé le 30 mai 2008 par le Local Government (Boundaries) Act (Northern Ireland) du 23 mai 2008. Il est formellement créé sous le nom de Newry, de Mourne et de Down (Newry, Mourne and Down District) à compter du 1er avril 2015 par le Local Government (Boundaries) Order (Northern Ireland) du 30 novembre 2012.

## Administration

### Conseil
Le Newry, Mourne and Down District Council, littéralement, le « conseil du district de Newry, Mourne and Down », est l’assemblée délibérante du district de Newry, Mourne and Down, composée de 41 membres (depuis 2015), appelés les conseillers (councillors).
Un président (chairperson) et un vice-président (deputy chairperson) sont élus parmi les conseillers à l’occasion de chaque réunion générale annuelle du conseil du district.

### Circonscriptions électorales
Le district de gouvernement local est divisé en autant de sections électorales (wards en anglais) que de conseillers. Celles-ci sont distribuées par zone électorale de district (district electoral area).
| Zone                           | Depuis 2015                                                                                  |
| ------------------------------ | -------------------------------------------------------------------------------------------- |
| Première zone et ses sections  | Crotlieve (6 sièges)                                                                         |
| Première zone et ses sections  | - Burren - Derryleckagh - Hilltown - Mayobridge - Rostrevor - Warrenpoint                    |
| Deuxième zone et ses sections  | Downpatrick (5 sièges)                                                                       |
| Deuxième zone et ses sections  | - Cathedral - Knocknashinna - Lecale - Quoile - Strangford                                   |
| Troisième zone et ses sections | The Mournes (7 sièges)                                                                       |
| Troisième zone et ses sections | - Annalong - Binnian - Donard - Kilkeel - Lisnacree - Murlough - Tollymore                   |
| Quatrième zone et ses sections | Newry (6 sièges)                                                                             |
| Quatrième zone et ses sections | - Abbey - Ballybot - Damolly - Drumalane - Fathom - St. Patrick’s                            |
| Cinquième zone et ses sections | Rowallane (5 sièges)                                                                         |
| Cinquième zone et ses sections | - Ballynahinch - Crossgar and Killyleagh - Derryboy - Kilmore - Saintfield                   |
| Sixième zone et ses sections   | Slieve Croob (5 sièges)                                                                      |
| Sixième zone et ses sections   | - Ballydugan - Ballyward - Castlewellan - Drumaness - Dundrum                                |
| Septième zone et ses sections  | Slieve Gullion (7 sièges)                                                                    |
| Septième zone et ses sections  | - Bessbrook - Camlough - Crossmaglen - Forkhill - Mullaghbane - Newtownhamilton - Whitecross |

## Identité visuelle

Logotype (depuis avril 2015).